# Рабство

Поширеність Рабство в 21 столітті (Боргова кабала та примусових робітників) згідно з Глобальний індекс рабства від Walk Free

Ра́бство — система суспільних взаємовідносин через підпорядкування однією людиною іншої або однієї групи людей іншою групою людей.
Де-юре рабство скасовано в усіх країнах, де-факто подібні до нього практики продовжують існувати по всьому світу, здебільшого в Азії та Африці. Останніми державами, які скасовували рабство, стали Мавританія (1981), Оман (1970), Південний Ємен (1967), Договірний Оман (1964), Північний Ємен (1962) та Саудівська Аравія (1962).
Раб — людина, позбавлена будь-яких прав, яка перебуває в повній власності свого володаря. Упродовж історії рабство було часто легалізованим, тобто людина була рабом de jure і розглядалася рухомим майном. У сучасному розумінні термін «рабство» інколи використовується для позначення суміжних категорій насильницького або ненасильницького примушування людей для виконання певної роботи. Таке de facto рабство часто називають зм'ягшеним терміном примусова праця.  В обох випадках з існуванням рабства часто пов'язана работоргівля.
Правозахисні організації розробили певні критерії визначення сучасного рабства:
1. Діяльність людини контролюється іншими особами за допомогою насильства або погроз його застосування.
2. Людина знаходиться в певному місці і займається певною діяльністю не по своїй волі, а примусово, а також позбавлена можливості змінити ситуацію за власним бажанням.
3. За свою роботу вона або взагалі не отримує платню, або отримує мізерну оплату, яка не покриває її потреб на захист, повноцінне харчування, оздоровлення, лікування, освіту тощо.

## Етимологія
Українське слово раб походить від староцерк.-слов. рабъ (йому відповідало д.-рус. робъ), яким у слов'ян називали робітника-людину, яка виконує ту чи іншу господарську роботу. Пізніше це слово стало вживатись у значенні — людина, яка виконує свої обов'язки примусово, яка знаходиться у власності інших людей або організацій і яку можна розглядати як таку ж складову господарства, як і худобу чи знаряддя праці, можна продати, обміняти, вбити без її згоди.
У більшості європейських мов для позначення раба використовується запозичення з візантійської грецької σκλάβος, що асоціює рабство зі слов'янами. Але рабство виникло, звісно, набагато раніше від слов'ян, а старогрецька мова, як і сучасна грецька, використовувала інше слово δουλεία.

## Історія

Ринок рабів (картина Ж.-Л. Жерома, 1884)

Рабство виникло в доісторичні часи з переходом до відтворюючого господарства. Передумовами його виникнення стали надлишок виробництва — раб повинен виробити продукції більше, ніж спожити, і досить висока густота населення, при якій стає можливий організований примус до праці. Рабство поступово зникає із встановленням суспільних устроїв, при яких економічний примус до праці ефективніший від неекономічного, примусу прямим насильством. Однак, процес витіснення рабства розтягнувся на кілька століть, а в деяких державах, наприклад США, рабство довгий час співіснувало з розвиненим промисловим виробництвом. Нелегальне рабство в окремих частинах світу й окремих сферах життя існує ще й досі.
До часу написання Біблії рабство було вже добре встановленим суспільним інститутом. Рабство існувало в усіх стародавніх цивілізаціях від Стародавнього Китаю до доколумбових цивілізацій Америки. Рабами ставали боржники, бранці (полонені) на полях воєн, покарані злочинці, покинуті діти, діти рабів. У Стародавніх Афінах від двох до чотирьох п'ятих усіх мешканців були рабами. Тобто, афінська демократія існувала за рахунок широкого використання рабів та перекладання на них усього тягару господарської, будівельної діяльності та підготовки до воєн.

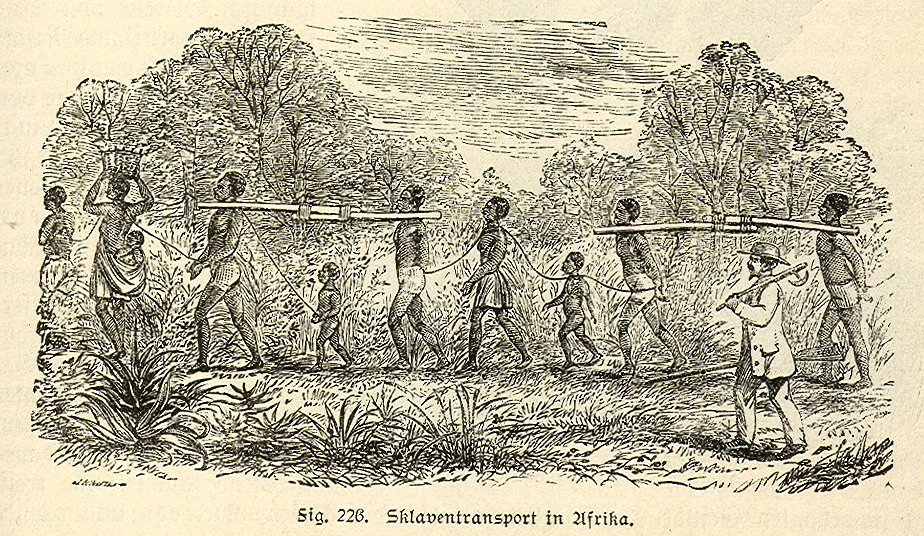
Полонених рабів в Африці пішки гонять до портів

Рабовласницькі держави встановлювали закони, що закріплювали становище рабів та регулювали торгівлю людьми. Для виконання цих законів використовувалися насильницькі державні органи. Важке становище рабів призводило до їхніх повстань, які неодмінно придушувалися. Давньогрецькі філософи, наприклад, Аристотель підтримували думку про природне рабство, тобто приреченість деяких людей на рабське становище. Подібний світогляд характерний для вищих станів рабовласницьких суспільств.
При розширенні територій, окупованих Стародавнім Римом, рабами ставали цілі народи. Раби використовувалися не тільки для роботи, а й для розваг: як гладіатори чи для сексуальних послуг. У римській історії чимало повстань рабів, серед яких найбільшим було повстання Спартака. Рабство стало опорою Римської імперії. Тільки в Римі в часи імперії проживало близько 400 тисяч рабів. Варто відзначити, що рабами у Римі могли стати навіть мешканці цієї держави, якщо, наприклад, не могли сплатити борг. Проте таких рабів римляни старались зразу продати за кордон, бо мати в рабах свого співвітчизника вважалось недоречним явищем. 
В епоху раннього середньовіччя торгівля рабами була в основному зосереджена на півдні та сході — у Візантії та арабському світі. Джерелами постачання живого товару були язичницькі території Центральної та Східної Європи та Кавказ.
До кінця середньовіччя рабство в Західній Європі майже повністю зникло — спочатку поступилося кріпацтву, а потім щезло зовсім і було заборонене. Заборона рабства в країнах Західної Європи, однак, не стосувалася колоній.
У Східній Європі заборона рабства відбулася дещо пізніше, але інститут кріпацтва зберігався ще до середини 19-го століття. Торгівля рабами століттями процвітала в мусульманському світі, а це гігантські території від західної і північної Африки, Балкан до Індії і Південно-Східної Азії.
Після відкриття Америки (1492 року) й початку її колонізації, встановилася трикутникова торгівля, елементом якої були перевезення рабів із Африки в нові європейські колонії в Америках, де раби використовувалися на плантаціях. Особливого розмаху трансатлантична торгівля рабами досягла в другій половині 18 ст., коли африканські царства на зразок імперії Ойо, імперії Ашанті, Дагомею, Конфедерації Оро організовували масштабні рейди в глибину Західної Африки з метою полонити якомога більше людей, щоб продати їх європейським, особливо англійським, торговцям живим товаром. Самі європейці нечасто зважувалися заходити у внутрішні африканські території, боячись хвороб та опору місцевого населення.
Рабство в Британській імперії було заборонено 1833 року. Рабство в Америці почало відступати в середині 19-го століття. У США виник рух аболіціоністів, які виступали за скасування рабства в їхній державі, виходячи з моральних християнських принципів[джерело?]. Рабство в Сполучених Штатах було скасоване внаслідок Громадянської війни 1860-х років.
Скасування кріпацтва в Австро-Угорщині стало результатом революцій 1848 року. На початку 60-х років було скасоване кріпацтво в Російській імперії.

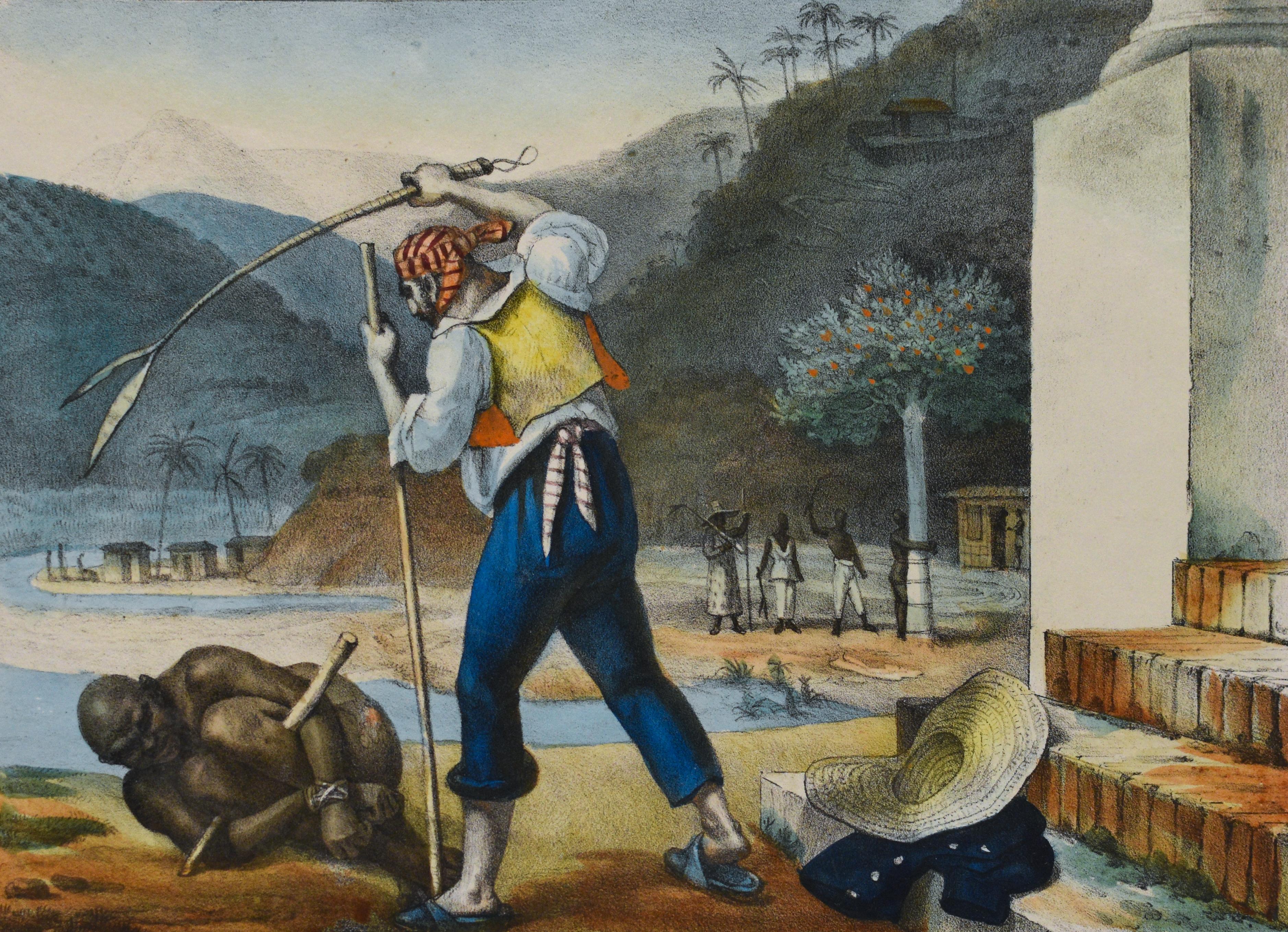
Малюнок Жана-Батіста Дебре. Покарання раба-африканця в Бразилії

### Рабство у 20 і 21 століттях
В Азії рабство зберігалося ще довше. В Османській імперії торгівля жінками існувала ще до 1908 року[джерело?]. У Китаї рабство було скасоване 1906 року[джерело?], але закон набрав чинності тільки 1910-го[джерело?]. В Індії скасування рабства відбулося в 1843[джерело?].
Рабство було поширене також у Південно-Східній Азії. У Таїланді та Бірмі від чверті до третини населення були рабами, організовувалися масштабні полювання на так звані гірські племена[джерело?].
Рабство відносно нещодавно офіційно скасовано в таких країнах як:
- Ємен (1962)[джерело?]
- Оман (1970)[джерело?]
- Мавританія (1981)[11]
- Нігер (2006)[джерело?]

Але в Мавританії в становищі рабів нічого не змінилося, бо йти їм нікуди[джерело?]. Вони мимоволі живуть і працюють на рабовласника. За даними організації Timidria, що бореться з рабовласництвом, кількість рабів у Нігері на 2013 рік дорівнювала 870 тис.[джерело?] Аби якось вплинути на ситуацію, Timidria створила низку притулків та офісів в Нігері, де надають тимчасовий притулок рабам-утікачам, але їх майбутнє залишається невизначеним[джерело?].
Рабство в певних формах досі існує в Судані, Сомалі, Анголі, Конго, Сьєрра-Леоне, Непалі, Індії[джерело?].
Племена туарегів, як і в середньовіччя, досі спеціалізуються на работоргівлі[джерело?].

## Види

### Традиційне рабство
Традиційне рабство існувало за легальних систем, що надавали одним людям право власності над іншими. Раб тоді розглядався персональним майном власника, його можна було купувати й продавати як товар. Зазвичай у таких системах статус раба передавався дітям рабів. Хоча традиційне рабство домінувало в багатьох суспільствах минулого, на сьогодні цей вид рабства формально заборонений й зустрічається нечасто. Навіть там, де таке рабство збереглося, легальна система будь-якого міжнародно визнаного уряду не підтримує його.

### Боргове рабство
Боргове рабство виникає, коли людина зобов'язана працювати на іншу людину, щоб відробити борг. Термін такого рабства й послуги, що їх повинен надавати боржник, можуть бути невизначеними. Заборгованість може передаватися з покоління в покоління, й діти можуть відробляти борг предків. Сьогодні, тобто у XXI столітті, таке рабство найпоширеніше, особливо у Південній Азії.

### Примусова праця
Термін примусова праця інколи застосовують для опису ситуації, коли людина змушена працювати проти своєї волі під страхом насильства або іншого покарання, але ним описують також і традиційне рабство і будь-яку іншу ситуацію, коли людина працює не за власним бажанням, й здатність людини працювати перебуває під повним контролем іншої людини. До цієї категорії належать інституції, що формально рабством не визнаються: кріпацтво, військова служба, примусова робота ув'язнених. Тоді як певні підневільні робітники, наприклад, кріпаки, де юре або за традицією мають певні права, вони позбавлені можливості вирватися з нав'язаних їм обставин, часто зазнають знущання і не можуть покинути місце праці.
Торгівля людьми здебільшого стосується жінок та дітей для проституції. Ця форма примусової праці росте найшвидше. Серед лідерів у області сексуальної експлуатації дітей називають Таїланд, Камбоджу, Індію, Бразилію та Мексику . Приклади сексуального рабства, часто у контексті війни включають табори зґвалтування, станції комфорту, жінок для комфорту, примусове одруження з солдатами та інші способи поводження з жінками (або чоловіками) як з персональним майном, а тому всупереч нормам, що забороняють рабство.
2007 року за оцінками Human Rights Watch, що від 200 до 300 тисяч дітей беруть участь у військових конфліктах.

### Примусові шлюби
Примусові та ранні шлюби часто вважаються видом рабства. Примусові шлюби досі практикуються в різних частинах світу, зокрема в деяких частинах Азії та Африки. Вони також трапляються серед іммігрантів у Європі, США, Канаді та Австралії.  У Західній Африці збереглося ритуальне служіння, при якому жінок й дівчат віддають священикам або представникам вищих каст. Викрадення з метою шлюбу досі трапляється в багатьох частинах світу, наприклад в Ефіопії такими є 69% шлюбів .

## Економіка

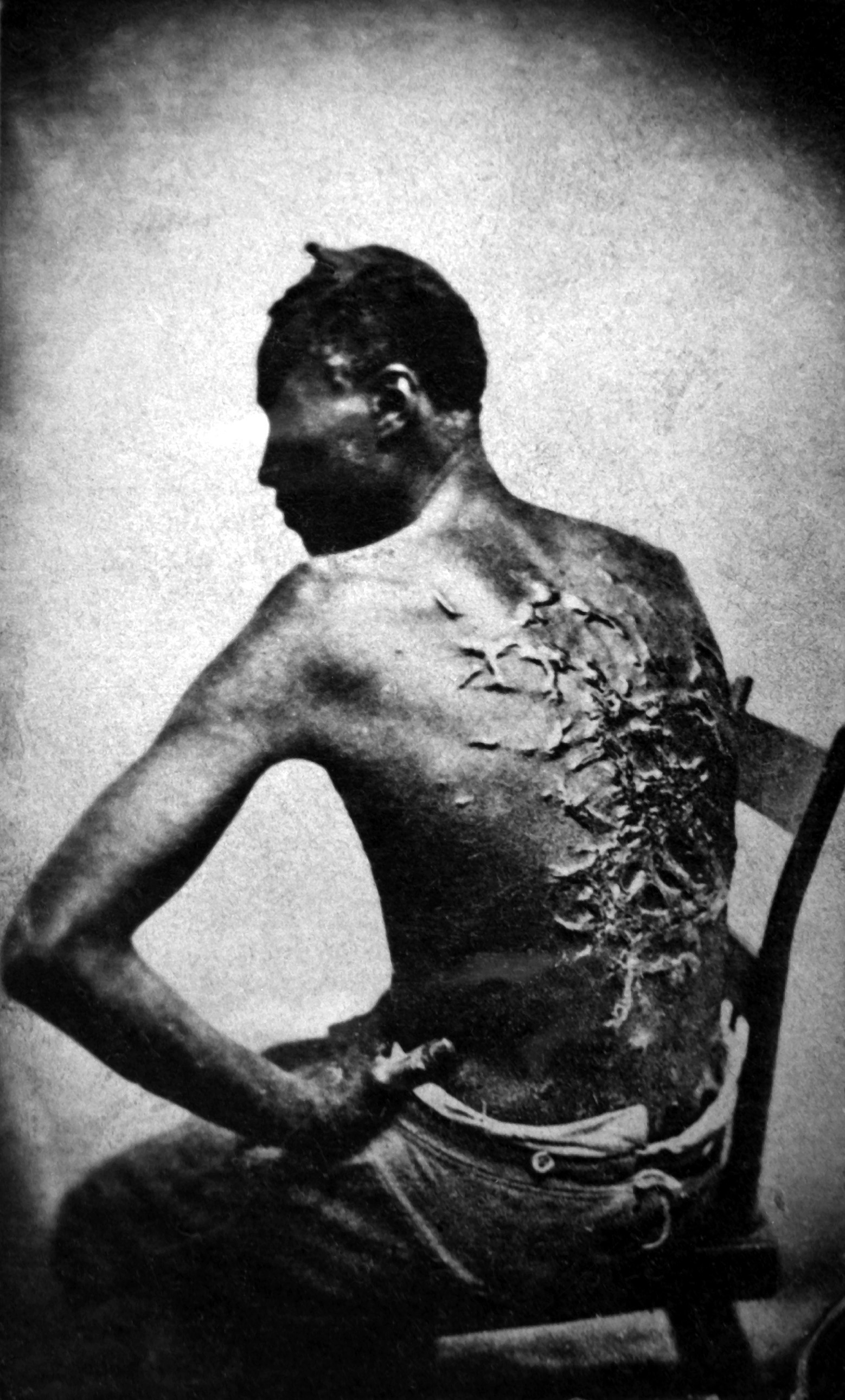
Спина раба після покарання

Одне із спостережень щодо вигідності рабства стверджує, що рабству сприяє брак робочої сили при надлишку вільної землі, що було характерно для США та Росії 
. За таких обставин ціна вільнонайманого робітника висока, вигідніше купити раба і оплачувати тільки роботу наглядачів. З іншого боку при збільшенні густоти населення, коли вільної землі стає мало, а ціна вільнонайманого робітника знижується, оплата наглядачів стає економічно невигідною.
Рабство економічно вигідне також в умовах, коли праця проста. Нагляд за працею, яка вимагає високого рівня кваліфікації дуже складний і неефективний.
З  18-го століття, вважають критики, рабство починає затримувати технологічний прогрес, тому що рабовласники намагаються збільшити число рабів, які виконують просту роботу, а не підвищити ефективність праці. Наприклад, іноді наводиться такий аргумент: через вузький акцент на збільшення числа рабів теоретичне знання й освіта в Стародавній Греції, а згодом Римі, не застосовувалося для полегшення фізичної праці й покращення виробництва.
Наймані робітники отримують також більше за неприємну роботу. Але неприємна робота не збільшує затрати на утримання рабів, принаймні не до такого ступеня. Тому раби привабливіші, коли мова йде про неприємну роботу, й менш привабливі у випадку приємної роботи. Цей фактор призводить до надмірного використання рабської праці за таких обставин.
Адам Сміт зауважив, що скасування рабства в Європі відбулося в той час, коли водночас були сильними світська та релігійна влади, які не особливо ладили між собою . Цю думку підтримав також Огюст Конт, відзначаючи велике значення «розділення духовного та світського» для ліквідації рабства. На думку Сміта скасування рабства практично неможливе в демократичному суспільстві, бо в законодавчих органах засідають ті ж рабовласники, які ніколи не підуть проти власних інтересів.
В сучасну добу, на початку XXI століття, зважена середня ціна у світовій торгівлі рабами оцінюється рівною приблизно 340 доларів США. Вона може сягати  1895 доларів за середню сексуальну рабиню й опускатися до 40-50 доларів за боргових рабів в Азії й Африці.  
У всьому світі рабство кримінальний злочин, але рабовласники можуть отримувати високі прибутки за ризик. Як стверджує дослідник Сіддгартх Кара, всесвітній прибуток від усіх форм рабства в  2007 році був 91,2 млрд доларів. У глобальному кримінальному світу це поступається тільки торгівлі наркотиками. Зважений річний прибуток від раба у 2007 році був 3175 доларів з нижньою межею в 950 доларів за раба-боржника й верхньою межею  29 210 доларів за сексуальну рабиню. Приблизно 40% прибутку від рабів кожного року дає сексуальне рабство, тоді як сексуальні раби складають лиш трохи більше від  4% 29 мільйонів рабів.

## Рабство вСРСР
Зовнішня работоргівля в СРСР була припинена після закриття зовнішніх кордонів. Натомість в Радянському Союзі було широко розгорнуте застосування примусової праці, що відповідала всім характеристикам державного рабства. 
До примусової праці залучалося місцеве населення, що було традиційним для Русі та Московської держави. Як основний метод поневолення використовувалися політичні репресії, застосовані до десятків мільйонів людей вперше в історії. 
Евфемізм «політв'язні» щодо ув'язнених Гулагу маскував незаконність рабства. Політв'язні масово використовувалися на новобудовах, копальнях, лісозаготівлях та ін. промислових об'єктах із найтяжчими фізичними умовами праці, де державава не намагалася забезпечити навіть мінімуму виробничої безпеки. 
Щодо інтелігенції мало місце елітне рабство, зокрема в спеціальних конструкторських бюро та науково-дослідних установах. У роки Другої світової війни мало місце військове рабство у формі штрафних батальйонів.
Знущання, ґвалтування, вбивства, що властиві натуралістичному рабству, були постійними супутниками радянської системи державного рабства.
Система державного рабства була тимчасово скасована у роки Другої світової війни на окупованих німцями територіях (1941—1943). Остаточно вона скасована у часи лібералізації комуністичного режиму .

### Закріпачення колгоспників
Відповідно до радянського законодавства всі селяни, по досягненні 16 років, автоматично зараховувалися у члени колгоспу з відповідним обов'язком примусової праці у колгоспі.
Відповідно до Постанови ЦВК та Раднаркому СРСР від 27 грудня 1932 року  була заборонена видача паспортів сільському населенню. До 1958 року селянин міг виїхати лише отримавши довідку від голови сільради чи голови колгоспу, від яких вимагали не відпускати селян із села. Від лютого 1958 року місцевій владі було надане право видавати селянам тимчасові паспорти. Таким чином 
| «Хрущов зробив велику справу — звільнив селянина від кріпацтва» [38]. Оригінальний текст (рос.) Хрущев сделал великое дело — освободил крестьянина от крепостничества. |
Право на отримання паспортів селяни отримали 1974 року, відповідно до постанови Ради міністрів СРСР № 677 від 28.08.1974 

## Різні факти
- У Лондоні працює Музей рабства.
- Григорій Сковорода охоче цитував сентенцію Платона: «Усі королі з рабів, а всі раби походять з королів».[39]

## Додаткова література
- Раб // Українська мала енциклопедія : 16 кн. : у 8 т. / проф. Є. Онацький. — Накладом Адміністратури УАПЦ в Аргентині. — Буенос-Айрес, 1963. — Т. 6, кн. XII : Літери По — Риз. — С. 1546-1547. — 1000 екз.
- Невільництво [Архівовано 20 листопада 2016 у Wayback Machine.] // Юридична енциклопедія : [у 6 т.] / ред. кол.: Ю. С. Шемшученко (відп. ред.) [та ін.]. — К. : Українська енциклопедія ім. М. П. Бажана, 2002. — Т. 4 : Н — П. — 720 с. — ISBN 966-7492-04-4.
- Рабство [Архівовано 16 квітня 2021 у Wayback Machine.] // Юридична енциклопедія : [у 6 т.] / ред. кол.: Ю. С. Шемшученко (відп. ред.) [та ін.]. — К. : Українська енциклопедія ім. М. П. Бажана, 2003. — Т. 5 : П — С. — 736 с. — ISBN 966-7492-05-2.
- Невільництво // Українська мала енциклопедія : 16 кн : у 8 т. / проф. Є. Онацький. — Буенос-Айрес, 1962. — Т. 5, кн. IX : Літери На — Ол. — С. 1109-1111. — 1000 екз.